# Strukturfunktionalismus
Der Strukturfunktionalismus, eine theoretische Richtung der Soziologie, betrachtet soziale Systeme als ihre eigene Existenz erhaltende Gebilde. Es wird untersucht, welche Bestandsvoraussetzungen gegeben sein müssen, um den Bestand strukturell zu sichern und welche Funktion diese Struktur hat. Zum Teil wird der Strukturfunktionalismus zu den Handlungstheorien gezählt.
Der englische Sozialanthropologe Alfred Radcliffe-Brown (1881–1955) sah Institutionen als Schlüssel zum Erhalt der globalen sozialen Ordnung der Gesellschaft. Dabei ging er von einer Analogie zu den Organen des Körpers aus, wie sie als Funktionalismus in der zweiten Hälfte des 19. Jahrhunderts in den USA philosophisch entstanden war. Die Studien der sozialen Funktion von Radcliffe-Brown untersuchen, wie Rituale und Bräuche dazu beitragen, die allgemeine Stabilität der Gesellschaft zu erhalten. Dabei ignorierte er die Effekte historischer Veränderungen. Zusammen mit den Ergebnissen von Bronisław Malinowski (1884–1942) nahmen seine Beiträge den stärksten Einfluss auf den Strukturfunktionalismus.

## Parsons’ Weiterentwicklung zum Systemfunktionalismus
Der einflussreiche US-amerikanische Soziologe Talcott Parsons entwickelte den anfangs von ihm mitbegründeten Strukturfunktionalismus im Laufe seines Lebens weiter zum Systemfunktionalismus. Dies wird insbesondere im von ihm in den 1950er Jahren entwickelten AGIL-Schema deutlich, das bei der Allgemeinen Systemtheorie Anleihen nimmt und den Grundstein für die Soziologische Systemtheorie legt.
Nach dem AGIL-Schema muss ein System vier Funktionen erfüllen: Adaptation, Goal-Attainment, Integration und Latency. Hierfür bildet das System Subsysteme aus, die sich wiederum zerlegen lassen.

## Einflüsse
Der Strukturfunktionalismus berief sich stark auf
- Auguste Comte
- Émile Durkheim
- Max Weber

Er war von bedeutendem Einfluss auf das Werk von
- Rainer C. Baum
- Lewis A. Coser
- Niklas Luhmann
- Robert K. Merton
- David Easton

## Kritik
Der Strukturfunktionalismus stößt bei der Frage, wie sich denn eigentlich die Grenze der Identität eines Systems bestimmen lässt, an seine Grenzen. Die Frage, wo ein System anfängt und wo es endet, ist bei einem biologischen System einfach zu beantworten: Das System endet mit seinem Tod. Bei sozialen Systemen dagegen stößt man auf Probleme der Selbstreferenz: Nur das System selbst kann definieren, wann es sich zu einem völlig anderen System entwickelt hat, also worin es sich unterscheidet bzw. zu einem früheren Stadium seiner Systemidentität sich innerlich abgrenzt.
In den 1940er und 1950er Jahren wurde jedoch die Selbstreferenz noch nicht erkannt. Außerdem hielt die Theorie ideologischen Anforderungen nicht stand, denn es konnten keine Aussagen darüber getroffen werden, wann eine Systemänderung bevorsteht oder welche Vorgänge nötig seien, um traditionelle in moderne Gesellschaften zu überführen.